# Saint-Maurice-en-Valgodemard
Saint-Maurice-en-Valgodemard település Franciaországban, Hautes-Alpes megyében. Lakosainak száma 118 fő (2022. január 1.). Saint-Maurice-en-Valgodemard La Chapelle-en-Valgaudémar, La Motte-en-Champsaur, Saint-Firmin, Saint-Jacques-en-Valgodemard, Villar-Loubière és Valjouffrey községekkel határos.

## Népesség
A település népessége az elmúlt években az alábbi módon változott:
| Lakosok száma | 158  | 117  | 143  | 135  | 148  | 133  | 127  | 126  | 123  | 118  |
|               | 1968 | 1982 | 1990 | 2006 | 2013 | 2015 | 2017 | 2019 | 2020 | 2022 |